# Berjozovka (Permi határterület)
Berjozovka (oroszul: Берёзовка) falu Oroszország Permi határterületén, a Berjozovkai járás székhelye.
Lakossága: 6904 fő (a 2010. évi népszámláláskor).

## Fekvése
A Permi határterület délkeleti részén, Permtől 135 km-re délkeletre, az azonos nevű folyó partján helyezkedik el. A falun át vezet a Kungur–Szolikamszk közötti főút. A legközelebbi város és vasútállomás Kungur (kb. 35 km), a Perm–Jekatyerinburg vasúti fővonalon. 

## Története
A 17. század végén kisebb erődítmény jellegű településként jött létre. 1800-ban a falut Voznyeszenszkoje és Berezovszkoje néven is említik. A 20. század elején burgonyafeldolgozó és melaszkészítő üzeme létesült. Napjainkban is több élelmiszerfeldolgozó üzem működik.
1982-ben a faluban gázkompresszorállomás építése kezdődött, ami többek között új munkahelyek teremtésével és új lakások építésével járt együtt. 	